# Hořejší Krušec
Hořejší Krušec je malá vesnice, část města Hartmanice v okrese Klatovy v Plzeňském kraji. Nachází se asi jeden kilometr severně od Hartmanic. Hořejší Krušec je také název katastrálního území o rozloze 1,26 km².

## Historie
První písemná zmínka o vesnici pochází z roku 1336.

## Obyvatelstvo
| Rok            | 1869 | 1880 | 1890 | 1900 | 1910 | 1921 | 1930 | 1950 | 1961 | 1970 | 1980 | 1991 | 2001 | 2011 | 2021 |
| -------------- | ---- | ---- | ---- | ---- | ---- | ---- | ---- | ---- | ---- | ---- | ---- | ---- | ---- | ---- | ---- |
| Počet obyvatel | 62   | 71   | 81   | 72   | 54   | 70   | 64   | 48   | 97   | 81   | 64   | 46   | 35   | 30   | 21   |
| Počet domů     | 8    | 10   | 8    | 7    | 8    | 8    | 9    | 9    | 9    | 20   | 16   | 17   | 18   | 17   | 17   |

## Obecní správa
Při sčítání lidu v letech 1850–1879 Hořejší Krušec byl osadou města Hartmanice v okrese Sušice. V letech 1880–1949 byl osadou obce Hořejší Těšov v okrese Sušice. Od roku 1950 je opět částí města Hartmanice, se kterým patřil nejprve do okresu Sušice, ale od roku 1960 v okrese Klatovy.